# 즐거운 저녁길 (KBS)
즐거운 저녁길은 KBS 해피FM에서 매일 저녁 6시 5분부터 밤 8시까지 방송했던 퇴근길 라디오 프로그램이다. 2010년 4월 19일부터 2013년 4월 7일까지 3년간 방송을 했다.

## 역대 DJ
- 2010년 4월 19일 ~ 2010년 12월 31일 : 임백천, 김숙
- 2011년 1월 1일 ~ 2013년 4월 7일 : 이택림

## 지역방송총국 평일 프로그램
| 프로그램               | 지역                  | 방송총국        | 진행자 | 주파수      |
| ---------------------- | --------------------- | --------------- | ------ | ----------- |
| 홍석우의 즐거운 저녁길 | 전북특별자치도        | KBS전주방송총국 | 홍석우 | FM 92.9MHz  |
| 김경진의 즐거운 저녁길 | 부산광역시            | KBS부산방송총국 | 김경진 | FM 97.1MHz  |
| 김성수의 즐거운 저녁길 | 창원시, 경상남도 동부 | KBS창원방송총국 | 김성수 | FM 106.1MHz |

## 같이 보기
- KBS
- KBS 해피FM

1. ↑  2025년 1월 3일자로 폐지
2. ↑  2024년 12월 20일자로 폐지
3. ↑  2024년 12월 31일자로 폐지